# Tromatobia
Genre
Le genre Tromatobia regroupe des insectes hyménoptères parasites appartenant à la famille des Ichneumonidae qualifiés de guêpes.

## Liste d'espèces
- Tromatobia argiopei
- Tromatobia argiopes
- Tromatobia blancoi
- Tromatobia carballoi
- Tromatobia commutabilis
- Tromatobia dilutula
- Tromatobia flavistellata
- Tromatobia forsiusi
- Tromatobia huebrichi
- Tromatobia hutacharerni
- Tromatobia koehleri
- Tromatobia lineata
- Tromatobia lineatoria
- Tromatobia lineiger
- Tromatobia maculata
- Tromatobia nipponica
- Tromatobia notator
- Tromatobia onerosa
- Tromatobia ornata
- Tromatobia ovivora
- Tromatobia pacayae
- Tromatobia pacifica
- Tromatobia quadricolor
- Tromatobia rufopectus
- Tromatobia sejuncta
- Tromatobia sponsa
- Tromatobia sulcata
- Tromatobia taiwana
- Tromatobia tricolor
- Tromatobia ulatei
- Tromatobia variabilis
- Tromatobia zonata
- Tromatobia zunigai